# El Supergrupo
El Supergrupo es un grupo de personajes de historieta, creado en 1979 por Francisco Pérez Navarro (Efepé) y Jan, parodia de superhéroes estadounidenses, tales como los 4 Fantásticos, los Vengadores, X-Men o los Defensores.

## Desarrollo
El Supergrupo sigue la tradición historietista española tanto estéticamente como humorísitcamente. Sus dibujos están en la línea por supuestos de Superlopez, pero también Mortadelo y Filemón, Zipi y Zape y muy alejados de otros intentos como los realizados por Pacheco, Marín Trechera y Fronteriz (2016) para crear una colección de superherores hispanos con estética estadounidense como Iberia Inc o la Triada Vértice. De la misma forma sus aventuras están llenas de meteduras de pata, narcisismos y otros defectos. Aún con todo se han convertido en un referente de superhéroes españoles tenidos en cuenta por autores como los citados  Pacheco, Marín Trechera y Fronteriz (2016).

## Componentes
En su creación, el grupo contaba con Superlópez, una parodia de Superman; el Capitán Hispania, una versión española del Capitán América, quien al igual que este último utiliza un escudo pero cuyo aspecto recuerda también a otras referencias castizas como el guerrero del antifaz; Bruto, inspirado sin duda en La Cosa, está hecho con ladrillos desmontables, y va ataviado con un pañal y a la espalda un cuadro con un barquito colgado con una alcayata; La Chica Increíble, personaje que por el nombre recuerda a la Chica Maravillosa, pero que no está basado en ningún personaje en concreto, suele estar equipada con todo tipo de artilugios de peluquería; Latas, un androide con la costumbre de utilizar sus propias extremidades arrancadas como armas contundentes, y que se ha comparado en ocasiones a Iron Man y a Ultrón; y El Mago, para Berruezo (2000, p. 20) una parodia a su vez del Doctor Extraño.

## Trayectoria editorial
El Supergrupo realiza su primera aparición en 1979, dibujado por Jan y guionizado por Francisco Pérez Navarro (o Efepé), con la aventura El Supergrupo. Esta aventura, editada por Bruguera, se crea como parte de la serie Superlópez, y se publicaría primero serializada en la revista Mortadelo Especial. Más tarde aparecería publicado en dos álbumes, titulados El Supergrupo y ¡Todos contra uno, uno contra todos!. En ella, se presenta a un grupo con continuas luchas internas, con sus miembros preocupados frecuentemente más por decidir quien es el jefe que por cualquier otro problema. Superlópez termina desligándose para establecerse por separado. Jan tomaría a partir de entonces un rumbo en solitario con Superlópez, pues además no le interesaba contar historias de superhéroes. Los derechos del Supergrupo los retiene Francisco Pérez Navarro (los registraría en la década de 1990) y, en 1987 —tras la quiebra de Bruguera—, los de Superlópez pasan a Ediciones B, la cual comienza a reeditar las aventuras del personaje, incluyendo ambos álbumes de El Supergrupo.
El concepto de crear nuevas aventuras para El Supergrupo quedó sin embargo aparcado durante años, hasta que, en 2009, unas muestras de presentación basadas en los personajes y realizadas por Sergi San Julián llamaron la atención en la editorial Glénat. Hernán Migoya, editor adjunto, se puso en contacto con Efepé, quien ya desde hacía años consideraba la posibilidad de volver a editar aventuras de El Supergrupo. Se empezó a establecer una colaboración, con un estilo de dibujo muy cercano al creado por Jan, pero el dibujante tuvo que retirarse inesperadamente del proyecto y este volvió a quedar parado.
Pérez Navarro siguió intentando lanzar de nuevo el proyecto, y comentó en un salón del cómic a Nacho Fernández sobre la posibilidad de colaborar juntos. Este, quien ya tenía realizados algunos bocetos de muestra, se mostró interesado, y ambos comenzaron a trabajar juntos en la idea. Bajo la colaboración de la editorial Glénat —renombrada como EDT— y con un estilo distinto y personal aportado por Nacho, se publicó finalmente en diciembre de 2012 el álbum El Supergrupo, subitulado El súperretorno. Efepé comentó sobre el singular grupo en su nueva andadura: «Son unos patatas, ellos lo saben y nosotros lo sabemos. Voy a contar como se las arreglan sin Superlópez, que era el personaje para el que se crearon, como compañeros. A ver qué les pasa.»
Al mismo tiempo, como celebración del 40 aniversario de Superlópez en 2013, Ediciones B preparó un álbum especial donde este personaje y El Supergrupo volverían a encontrarse. Desde un principio se puso énfasis en que ambos álbumes debían salir en fechas distanciadas, para no estorbarse en ventas mutuamente, y se decidió como fecha de lanzamiento abril de 2013, en el Salón del Cómic de Barcelona.

## Títulos
| Año  | Título                                 | Guion | Dibujo | Tipo                 | Publicación                                        |
| ---- | -------------------------------------- | ----- | --- | -------------------- | -------------------------------------------------- |
| 1979 | El supergrupo                          | Efepé | Jan | Historieta seriada   | "Mortadelo Especial" 64, 66, 68, 70, 73 (Bruguera) |
| 1979 | ¡Todos contra uno, uno contra todos!   | Efepé | Jan | Historieta seriada   | "Mortadelo Especial" 74-81 (Bruguera)              |
| 2012 | El superretorno                        | Efepé | Nacho Fernández | Álbum                | EDT                                                |
| 2013 | Otra vez el supergrupo                 | Efepé | Jan | Álbum de historietas | "Magos del Humor" 156 (Ediciones B)                |
| 2014 | El supergrupo y la guerra de las latas | Efepé | Jan | Álbum de historietas | "Magos del Humor" 163 (Ediciones B)                |
| 2015 | El supergrupo contra los Demoledores   | Efepé | Jan | Álbum de historietas | "Magos del Humor" 169 (Ediciones B)                |
| 2015 | El supergrupo contra los Ejecutivos    | Efepé | Jan | Álbum de historietas | "Magos del Humor" 175 (Ediciones B)                |
| 2017 | El Supergrupo contra el Papa Cósmico   | Efepé | Jan | Álbum de historietas | "Magos del Humor" 183 (Ediciones B)                |
| 2018 | Las ocho caras del Supergrupo          | Efepé | Sergio Sandoval, Nacho Fernández, Óscar Martín, Jan, Leonel Castellani, Bea Tormo, Pedro Pérez, Mike Bonales, Jordi Sempere, José Luis Munuera, Enrique Fernández, Álvaro Iglesias, Miki Montlló, Fran Carmona | Álbum de historietas | Panini Cómics y Ominiky Ediciones                  |
| 2020 | El éxodo del Supergrupo                | Efepé | Leonel Castellani | Álbum de historietas | Ominiky Ediciones                                  |